# 威尔斯纪念大楼
51°27′22″N 2°36′16″W / 51.45611°N 2.60444°W
威尔斯纪念大楼（Wills Memorial Building），又名威尔斯纪念塔，简称威尔斯塔，是英国布里斯托尔的一座新哥特式建筑，由乔治·奥特利爵士设计，纪念亨利·奥弗顿·威尔斯三世。它开工于1915年，直到1925年才建成开放，被认为是英国最后一座伟大的哥特式建筑。
威尔斯纪念大楼靠近皇后路公园街顶部，是布里斯托尔大学的地标建筑，目前是法学院、地球科学系，以及法律与地球科学图书馆的所在地。它是布里斯托尔的第三高楼，高68米（215英尺）。
许多人都将这座建筑当做是布里斯托尔大学的同义词。它是该校的核心建筑，学位仪式就在大厅举行 。

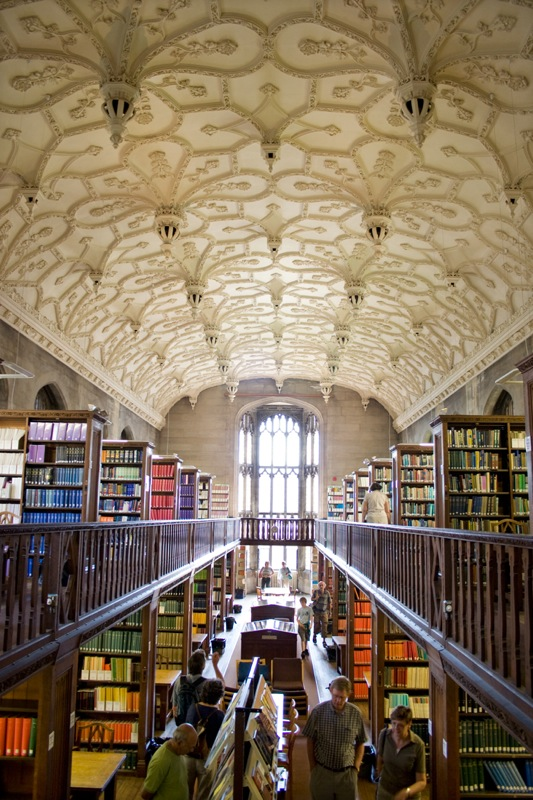
威尔斯纪念地质图书馆

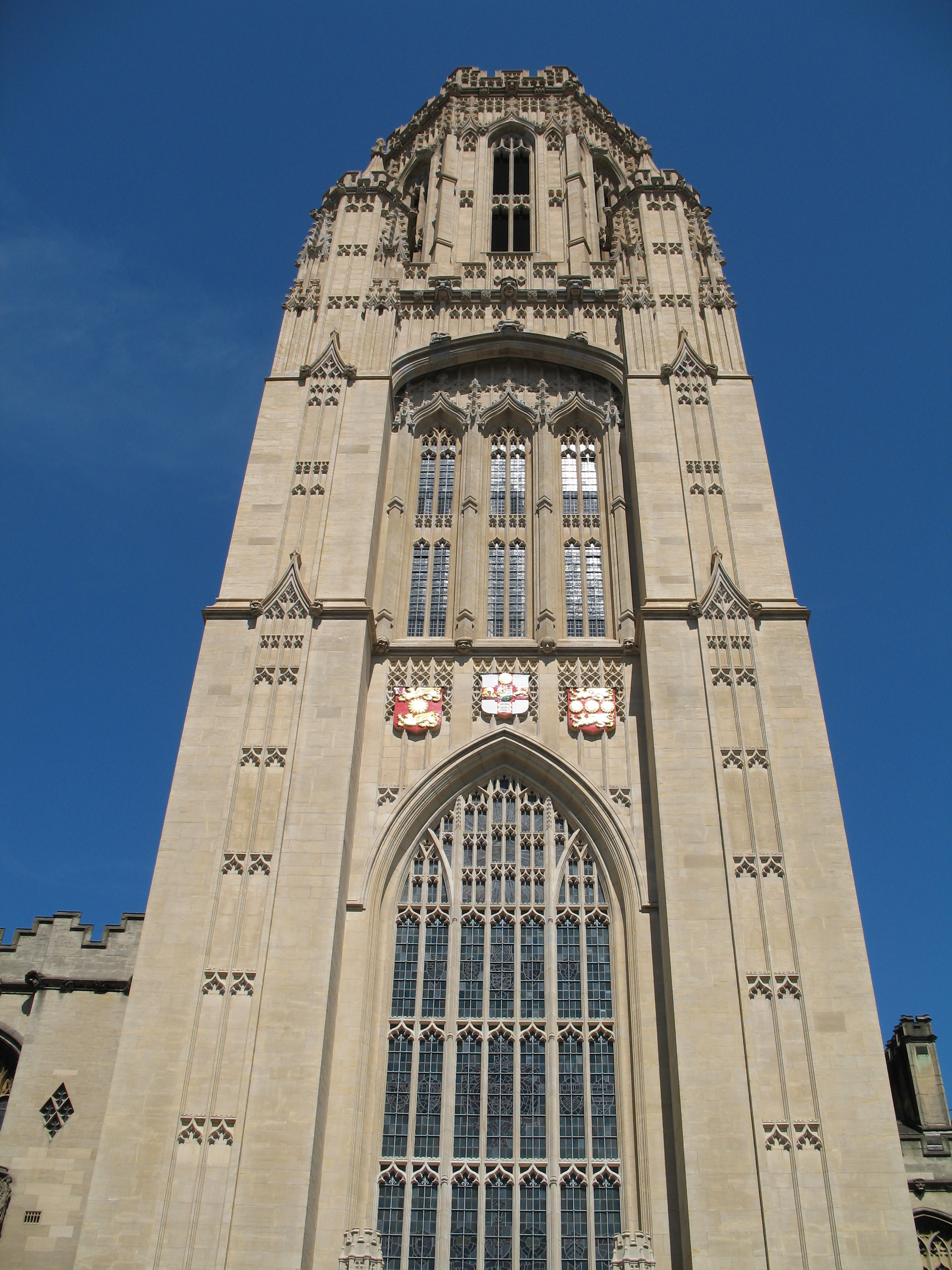
立面

威尔斯纪念大楼被列为英国二级登录建筑。